# Temporada da NHL de 1981–82
A temporada da NHL de 1981–82 foi a 65.ª temporada da National Hockey League (NHL). Vinte e um times jogaram 80 jogos cada. O Troféu William M. Jennings fez sua estreia nesta temporada como o troféu para os goleiros do time com menos gols contra. O New York Islanders ganhou sua terceira Copa Stanley consecutiva ao varrer o Vancouver Canucks em quatro jogos.
Antes do início da temporada, as divisões da liga foram realinhadas para melhor refletir as localizações geográficas dos times. A Divisão Patrick, que antes era parte da Conferência Clarence Campbell, trocou para a Conferência Príncipe de Gales, enquanto a Divisão Norris foi pelo caminho oposto, indo da Conferência Príncipe de Gales para a Clarence Campbell. Este alinhamento divisional existiu até a temporada 1993–94, quando tanto as divisões como as conferências da liga foram renomeadas para refletir a geografia.
O calendário e o formato dos playoffs também foram alterados. Anteriormente, cada time enfrentava outro por quatro vezes, e o formato de 16 times dos playoffs tinha os quatro campeões das divisões associados aos 12 melhores classificados; para todas as intenções e propostas, as divisões não tinham sentido. Além disso, sob o formato antigo, os times eram pareados na primeira rodada baseados no desempenho (i.e., 1º vs. 16º, 2º vs. 15º, etc.), e eram então repareados a cada fase baseados no desempenho (i.e., melhor vencedor da primeira rodada vs. vencedor pior qualificado na primeir afase, etc.). 
O novo formato fez com que cada time das três divisões de 5 equipes enfrentassem seus oponentes divisionais 8 vezes cada (32 jogos) e os restantes 16 times da liga três vezes cada (48 jogos). Além disso, cada time na divisão de 6 times deveria enfrentar seus adversários de divisão sete vezes cada (35 jogos) e os restantes 15 times da liga três vezes cada (45 jogos). Nos playoffs, os quatro melhores times de cada divisão se classificaram, com o 1º enfrentando o 4º e o 2º duelando com o 3º nas semifinais da divisão; os dois vencedores se enfrentaram na final da divisão, seguida pela final da conferência e pela final da copa stanley. Este calendário e o arranjamento dos playoffs continuaram por mais de uma década.

## Temporada Regular
O New York Islanders liderou a liga com 118 pontos, sete a mais que o segundo colocado Edmonton Oilers. O Islanders também estabeleceu um novo recorde ao vencer 15 jogos consecutivos de 21 de janeiro a 20 de fevereiro. 
O jovem astro do Edmonton Oilers Wayne Gretzky quebrou vários recordes de prestígio, incluindo o recorde de 50 gols em 50 jogos, estabelecido por Maurice Richard e Mike Bossy, ao marcar 50 gols em apenas 39 jogos. Gretzky também quebrou o recorde de Phil Esposito de 76 goals em uma temporada, com 92, seu próprio recorde de assistências da temporada passada, ao fazer 120 assistências,e seu próprio total de pontos, que foi de 164 para 212. Ele foi o primeiro,e por muito tempo o único, a ter feito mais de 200 pontos em uma temporada. O Oilers estabeleceu o recorde de mais gols em uma temporada, com 417, dos quais which Gretzky marcou ou deu assistência em mais da metade.
O jogador do New York Islanders Mike Bossy estabeleceu um recorde de gols na temporada regular para um ponta-direita com 147 pontos com uma temporada de 80 jogos, e terminou atrás de Gretzky na disputa do Troféu Art Ross.
Esta foi a última temporada do Colorado Rockies antes de se mudar para New Jersey e virar o Devils. A NHL retornaria a Colorado em 1995, quando o Avalanche ganhou sua primeira Copa Stanley após se mudar de Quebec.

### Classificação final
Nota: J = Partidas jogadas, V = Vitórias, D = Derrotas, E = Empates, Pts = Pontos, GP = Gols pró, GC = Gols contra, PEM=Penalizações em minutos

Times que se classificaram aos playoffs estão destacados em negrito

#### Conferência Príncipe de Gales
| Divisão Adams      | J  | V  | D  | E  | Pts | GP  | GC  | PEM  |
| ------------------ | -- | -- | -- | -- | --- | --- | --- | ---- |
| Montreal Canadiens | 80 | 46 | 17 | 17 | 109 | 360 | 223 | 1463 |
| Boston Bruins      | 80 | 43 | 27 | 10 | 96  | 323 | 285 | 1266 |
| Buffalo Sabres     | 80 | 39 | 26 | 15 | 93  | 307 | 273 | 1425 |
| Quebec Nordiques   | 80 | 33 | 31 | 16 | 82  | 356 | 345 | 1757 |
| Hartford Whalers   | 80 | 21 | 41 | 18 | 60  | 264 | 351 | 1493 |

| Divisão Patrick     | J  | V  | D  | E  | Pts | GP  | GC  |
| ------------------- | -- | -- | -- | -- | --- | --- | --- |
| New York Islanders  | 80 | 54 | 16 | 10 | 118 | 385 | 250 |
| New York Rangers    | 80 | 39 | 27 | 14 | 92  | 316 | 306 |
| Philadelphia Flyers | 80 | 38 | 31 | 11 | 87  | 325 | 313 |
| Pittsburgh Penguins | 80 | 31 | 36 | 13 | 75  | 310 | 337 |
| Washington Capitals | 80 | 26 | 41 | 13 | 65  | 319 | 338 |

#### Conferência Clarence Campbell
| Divisão Norris        | J  | V  | D  | E  | Pts | GP  | GC  | PEM  |
| --------------------- | -- | -- | -- | -- | --- | --- | --- | ---- |
| Minnesota North Stars | 80 | 37 | 23 | 20 | 94  | 346 | 288 | 1358 |
| Winnipeg Jets         | 80 | 33 | 33 | 14 | 80  | 319 | 332 | 1314 |
| St. Louis Blues       | 80 | 32 | 40 | 8  | 72  | 315 | 349 | 1579 |
| Chicago Black Hawks   | 80 | 30 | 38 | 12 | 72  | 332 | 363 | 1775 |
| Toronto Maple Leafs   | 80 | 20 | 44 | 16 | 56  | 298 | 380 | 1888 |
| Detroit Red Wings     | 80 | 21 | 47 | 12 | 54  | 270 | 351 | 1250 |

| Divisão Smythe    | J  | V  | D  | E  | Pts | GP  | GC  | PEM  |
| ----------------- | -- | -- | -- | -- | --- | --- | --- | ---- |
| Edmonton Oilers   | 80 | 48 | 17 | 15 | 111 | 417 | 295 | 1473 |
| Vancouver Canucks | 80 | 30 | 33 | 17 | 77  | 290 | 286 | 1840 |
| Calgary Flames    | 80 | 29 | 34 | 17 | 75  | 334 | 345 | 1331 |
| Los Angeles Kings | 80 | 24 | 41 | 15 | 63  | 314 | 369 | 1730 |
| Colorado Rockies  | 80 | 18 | 49 | 13 | 49  | 241 | 362 | 1138 |

## Artilheiros
J = Partidas jogadas, G = Gols, A = Assistências, Pts = Pontos, PEM = Penalizações em minutos
| Jogador         | Time                  | J  | G  | A   | Pts |
| --------------- | --------------------- | -- | -- | --- | --- |
| Wayne Gretzky   | Edmonton Oilers       | 80 | 92 | 120 | 212 |
| Mike Bossy      | New York Islanders    | 80 | 64 | 83  | 147 |
| Peter Stastny   | Quebec Nordiques      | 80 | 46 | 93  | 139 |
| Dennis Maruk    | Washington Capitals   | 80 | 60 | 76  | 136 |
| Bryan Trottier  | New York Islanders    | 80 | 50 | 79  | 129 |
| Denis Savard    | Chicago Black Hawks   | 80 | 32 | 87  | 119 |
| Marcel Dionne   | Los Angeles Kings     | 78 | 50 | 67  | 117 |
| Bobby Smith     | Minnesota North Stars | 80 | 43 | 71  | 114 |
| Dino Ciccarelli | Minnesota North Stars | 76 | 55 | 51  | 106 |
| Dave Taylor     | Los Angeles Kings     | 78 | 39 | 67  | 106 |

## Playoffs
Os Playoffs de 1982 tiveram um novo formato. Quatro times de cada divisão se classificaram para os playoffs e jogaram uma série semifinal melhor de cinco seguida por uma série melhor de sete para determinar o campeão da divisão. Os vencedores das Divisões Adams e Patrick se enfrentaram na Final da Conferência Gales e os vencedores das Divisões Norris e Smythe se enfrentaram na Final da Conferência Campbell. Os dois campeões das Conferências disputaram a Copa Stanley. Com exceção ao aumento da primeira rodada dos playoffs para melhor-de-sete em 1987, este formato permaneceu até os playoffs de 1993.
A primeira rodada dos playoffs de 1982 viu três times primeiros colocados (Edmonton, Minnesota, e Montreal) surpreendidos por equipes quartas colodadas, além de ter sido a fase em que houve a maior virada da história da NHL: A vitória dos Kings sobre Edmonton por 6-5 no Jogo 3. Após estar perdendo por 5–0 após dois períodos, o Kings marcou cinco gols no terceiro período (três nos últimos 5:22), com o último gol saindo faltando 5 segundos para o fim do jogo. Los Angeles, então, marcou em um face-off no início da prorrogação, completando o "Milagre de Manchester". 
O posterior campeão New York Islanders quase caiu na primeira fase, também, ao perder os Jogos 3 e 4 da sua série com Pittsburgh após esmagar os Penguins nos primeiros dois jogos. No Jogo 5 o Islanders marcou duas vezes nos últimos cinco minutos para forçar a prorrogação e, então, venceu a série com o gol de John Tonelli aos 6:19 do tempo extra. Isto serviu como um chamado de alerta para New York, que perdeu apenas mais dois jogos no resto do caminho para sua terceira Copa Stanley seguida. Seu oponente final, o Vancouver Canucks, terminou a temporada regular com apenas 77 points, derrotando três times com pontuação abaixo da sua(Calgary 75, Los Angeles 64, e Chicago 72) na muito mais fraca Conferência Campbell.

### Tabela dos Playoffs
|  | Fase preliminar | Fase preliminar     | Fase preliminar    |                   |                       | Quartas-de-final    | Quartas-de-final | Quartas-de-final |  |    | Semifinais          | Semifinais | Semifinais |  |    | Final da Copa Stanley | Final da Copa Stanley | Final da Copa Stanley |
|  |                 |                     |                    |                   |                       |                     |                  |                  |  |    |                     |            |            |  |    |                       |                       |                       |
|  | A1              | Montreal Canadiens  | 2                  |                   |                       |                     |                  |                  |  |    |                     |            |            |  |    |                       |                       |                       |
|  | A4              | Quebec Nordiques    | 3                  |                   |                       |                     |                  |                  |  |    |                     |            |            |  |    |                       |                       |                       |
|  | A4              | Quebec Nordiques    | 3                  |                   | A4                    | Quebec Nordiques    | 4                |                  |  |    |                     |            |            |  |    |                       |                       |                       |
|  |                 |                     |                    |                   | A4                    | Quebec Nordiques    | 4                |                  |  |    |                     |            |            |  |    |                       |                       |                       |
|  |                 |                     | A2                 | Boston Bruins     | 3                     |                     |                  |                  |  |    |                     |            |            |  |    |                       |                       |                       |
|  | A2              | Boston Bruins       | A2                 | Boston Bruins     | 3                     | 3                   |                  |                  |  |    |                     |            |            |  |    |                       |                       |                       |
|  | A2              | Boston Bruins       |                    |                   |                       | 3                   |                  |                  |  |    |                     |            |            |  |    |                       |                       |                       |
|  | A3              | Buffalo Sabres      | 1                  |                   |                       |                     |                  |                  |  |    |                     |            |            |  |    |                       |                       |                       |
|  | A3              | Buffalo Sabres      | 1                  |                   |                       |                     |                  |                  |  | A4 | Quebec Nordiques    | 0          |            |  |    |                       |                       |                       |
|  |                 |                     |                    |                   |                       |                     |                  |                  |  | A4 | Quebec Nordiques    | 0          |            |  |    |                       |                       |                       |
|  |                 | P1                  | New York Islanders | 4                 |                       |                     |                  |                  |  |    |                     |            |            |  |    |                       |                       |                       |
|  | P1              | P1                  | New York Islanders | 4                 | New York Islanders    | 3                   |                  |                  |  |    |                     |            |            |  |    |                       |                       |                       |
|  | P1              |                     |                    |                   | New York Islanders    | 3                   |                  |                  |  |    |                     |            |            |  |    |                       |                       |                       |
|  | P4              | Pittsburgh Penguins | 2                  |                   |                       |                     |                  |                  |  |    |                     |            |            |  |    |                       |                       |                       |
|  | P4              | Pittsburgh Penguins | 2                  |                   | P1                    | New York Islanders  | 4                |                  |  |    |                     |            |            |  |    |                       |                       |                       |
|  |                 |                     |                    |                   | P1                    | New York Islanders  | 4                |                  |  |    |                     |            |            |  |    |                       |                       |                       |
|  |                 |                     | P2                 | New York Rangers  | 2                     |                     |                  |                  |  |    |                     |            |            |  |    |                       |                       |                       |
|  | P2              | New York Rangers    | P2                 | New York Rangers  | 2                     | 3                   |                  |                  |  |    |                     |            |            |  |    |                       |                       |                       |
|  | P2              | New York Rangers    |                    |                   |                       | 3                   |                  |                  |  |    |                     |            |            |  |    |                       |                       |                       |
|  | P3              | Philadelphia Flyers | 1                  |                   |                       |                     |                  |                  |  |    |                     |            |            |  |    |                       |                       |                       |
|  | P3              | Philadelphia Flyers | 1                  |                   |                       |                     |                  |                  |  |    |                     |            |            |  | P1 | New York Islanders    | 4                     |                       |
|  |                 |                     |                    |                   |                       |                     |                  |                  |  |    |                     |            |            |  | P1 | New York Islanders    | 4                     |                       |
|  |                 | S2                  | Vancouver Canucks  | 0                 |                       |                     |                  |                  |  |    |                     |            |            |  |    |                       |                       |                       |
|  | N1              | S2                  | Vancouver Canucks  | 0                 | Minnesota North Stars | 1                   |                  |                  |  |    |                     |            |            |  |    |                       |                       |                       |
|  | N1              |                     |                    |                   | Minnesota North Stars | 1                   |                  |                  |  |    |                     |            |            |  |    |                       |                       |                       |
|  | N4              | Chicago Black Hawks | 3                  |                   |                       |                     |                  |                  |  |    |                     |            |            |  |    |                       |                       |                       |
|  | N4              | Chicago Black Hawks | 3                  |                   | N4                    | Chicago Black Hawks | 4                |                  |  |    |                     |            |            |  |    |                       |                       |                       |
|  |                 |                     |                    |                   | N4                    | Chicago Black Hawks | 4                |                  |  |    |                     |            |            |  |    |                       |                       |                       |
|  |                 |                     | N3                 | St. Louis Blues   | 2                     |                     |                  |                  |  |    |                     |            |            |  |    |                       |                       |                       |
|  | N2              | Winnipeg Jets       | N3                 | St. Louis Blues   | 2                     | 1                   |                  |                  |  |    |                     |            |            |  |    |                       |                       |                       |
|  | N2              | Winnipeg Jets       |                    |                   |                       | 1                   |                  |                  |  |    |                     |            |            |  |    |                       |                       |                       |
|  | N3              | St. Louis Blues     | 3                  |                   |                       |                     |                  |                  |  |    |                     |            |            |  |    |                       |                       |                       |
|  | N3              | St. Louis Blues     | 3                  |                   |                       |                     |                  |                  |  | N4 | Chicago Black Hawks | 1          |            |  |    |                       |                       |                       |
|  |                 |                     |                    |                   |                       |                     |                  |                  |  | N4 | Chicago Black Hawks | 1          |            |  |    |                       |                       |                       |
|  |                 | S2                  | Vancouver Canucks  | 4                 |                       |                     |                  |                  |  |    |                     |            |            |  |    |                       |                       |                       |
|  | S1              | S2                  | Vancouver Canucks  | 4                 | Edmonton Oilers       | 2                   |                  |                  |  |    |                     |            |            |  |    |                       |                       |                       |
|  | S1              |                     |                    |                   | Edmonton Oilers       | 2                   |                  |                  |  |    |                     |            |            |  |    |                       |                       |                       |
|  | S4              | Los Angeles Kings   | 3                  |                   |                       |                     |                  |                  |  |    |                     |            |            |  |    |                       |                       |                       |
|  | S4              | Los Angeles Kings   | 3                  |                   | S4                    | Los Angeles Kings   | 1                |                  |  |    |                     |            |            |  |    |                       |                       |                       |
|  |                 |                     |                    |                   | S4                    | Los Angeles Kings   | 1                |                  |  |    |                     |            |            |  |    |                       |                       |                       |
|  |                 |                     | S2                 | Vancouver Canucks | 4                     |                     |                  |                  |  |    |                     |            |            |  |    |                       |                       |                       |
|  | S2              | Vancouver Canucks   | S2                 | Vancouver Canucks | 4                     | 3                   |                  |                  |  |    |                     |            |            |  |    |                       |                       |                       |
|  | S2              | Vancouver Canucks   |                    |                   |                       | 3                   |                  |                  |  |    |                     |            |            |  |    |                       |                       |                       |
|  | S3              | Calgary Flames      | 0                  |                   |                       |                     |                  |                  |  |    |                     |            |            |  |    |                       |                       |                       |

### Final
New York Islanders vs. Vancouver Canucks
| Data       | Visitante | Placar | Mandante  | Placar | Notas |
| ---------- | --------- | ------ | --------- | ------ | ----- |
| 8 de maio  | Vancouver | 5      | New York  | 6      | OT    |
| 11 de maio | Vancouver | 4      | New York  | 6      |       |
| 13 de maio | New York  | 3      | Vancouver | 0      |       |
| 16 de maio | New York  | 3      | Vancouver | 1      |       |

New York venceu a série por 4–0.

## Prêmios da NHL
| Prêmios de 1981-82 da NHL       | Prêmios de 1981-82 da NHL                      |
| ------------------------------- | ---------------------------------------------- |
| Troféu Príncipe de Gales:       | New York Islanders                             |
| Taça Clarence S. Campbell:      | Vancouver Canucks                              |
| Troféu Art Ross:                | Wayne Gretzky, Edmonton Oilers                 |
| Troféu Memorial Bill Masterton: | Glenn Resch, Colorado Rockies                  |
| Troféu Memorial Calder:         | Dale Hawerchuk, Winnipeg Jets                  |
| Troféu Conn Smythe:             | Mike Bossy, New York Islanders                 |
| Troféu Frank J. Selke:          | Steve Kasper, Boston Bruins                    |
| Troféu Memorial Hart:           | Wayne Gretzky, Edmonton Oilers                 |
| Prêmio Jack Adams=:             | Tom Watt, Winnipeg Jets                        |
| Troféu Memorial James Norris=:  | Doug Wilson, Chicago Black Hawks               |
| Troféu Memorial Lady Byng=:     | Rick Middleton, Boston Bruins                  |
| Prêmio Lester B. Pearson:       | Wayne Gretzky, Edmonton Oilers                 |
| Prêmio Mais/Menos da NHL:       | Wayne Gretzky, Edmonton Oilers                 |
| Troféu William M. Jennings:     | Rick Wamsley, Denis Herron, Montreal Canadiens |
| Troféu Vezina:                  | Billy Smith, New York Islanders                |
| Troféu Lester Patrick:          | Emile Francis                                  |

### Seleções da liga
| Primeiro Time                    | Posição | Segundo Time                       |
| -------------------------------- | ------- | ---------------------------------- |
| Billy Smith, New York Islanders  | G       | Grant Fuhr, Edmonton Oilers        |
| Doug Wilson, Chicago Black Hawks | D       | Paul Coffey, Edmonton Oilers       |
| Ray Bourque, Boston Bruins       | D       | Brian Engblom, Montreal Canadiens  |
| Wayne Gretzky, Edmonton Oilers   | CC      | Bryan Trottier, New York Islanders |
| Mike Bossy, New York Islanders   | PD      | Rick Middleton, Boston Bruins      |
| Mark Messier, Edmonton Oilers    | PE      | John Tonelli, New York Islanders   |

## Estreias
Esta é uma lista de jogadores importantes que jogaram seu primeiro jogo na NHL em 1981-82 (listados com seu primeiro time, asterisco marca estreia nos playoffs):
- Jiri Bubla, Vancouver Canucks
- Garth Butcher*, Vancouver Canucks
- Bob Carpenter, Washington Capitals
- Gaetan Duchesne, Washington Capitals
- Ron Francis, Hartford Whalers
- Grant Fuhr, Edmonton Oilers
- Randy Gregg*, Edmonton Oilers
- Dale Hawerchuk, Winnipeg Jets
- Ivan Hlinka, Vancouver Canucks
- Tim Hunter, Calgary Flames
- Pelle Lindbergh, Philadelphia Flyers
- Al MacInnis, Calgary Flames
- Mike Vernon, Calgary Flames
- Troy Murray, Chicago Black Hawks
- Bernie Nicholls, Los Angeles Kings
- Marian Stastny, Quebec Nordiques
- Thomas Steen, Winnipeg Jets
- Tony Tanti, Chicago Black Hawks
- John Vanbiesbrouck, New York Rangers

## Últimos jogos
Esta é uma lista de jogadores importantes que jogaram seu último jogo na NHL em 1981-82 (listados com seu último time):
- Don Marcotte, Boston Bruins
- Rogie Vachon, Boston Bruins
- Bill Clement, Calgary Flames
- Eric Vail, Detroit Red Wings
- Dave Keon, Hartford Whalers
- Paul Shmyr, Hartford Whalers
- Rick Martin, Los Angeles Kings
- Steve Vickers, New York Rangers
- Bob Dailey, Philadelphia Flyers
- Jimmy Watson, Philadelphia Flyers
- Don Luce, Toronto Maple Leafs
- Rene Robert, Toronto Maple Leafs
- Jean Pronovost, Washington Capitals

## Data limite para negociações
Data limite: 9 de março de 1982.
- 8 de março de 1982: Laurie Boschman trocado de Toronto para Edmonton por Walt Poddubny e Phil Drouillard.
- 8 de março de 1982: Kari Eloranta trocado de Calgary para St. Louis por considerações futuras.
- 8 de março de 1982: Jim Korn trocado de Detroit para Toronto pela quarta rodada de escolha de Toronto no Draft de 1982 e pela quinta rodada de escolha de Toronto no Draft de 1983.
- 9 de março de 1982: Todd Bidner trocado de Washington para Edmonton por Doug Hicks.
- 9 de março de 1982: Ed Cooper trocado de Colorado para Edmonton por Stan Weir.
- 9 de março de 1982: Tony Currie, Jim Nill, Rick Heinz e a quarta rodada de escolha de St. Louis no Draft de 1982 trocados de St. Louis para Vancouver por Glen Hanlon.
- 9 de março de 1982: Miroslav Frycer e a sétima rodada de escolha de Quebec no Draft de 1982 trocados de Quebec para Toronto por Wilf Paiement.
- 9 de março de 1982: Guy Lapointe trocado de Montreal para St. Louis pela segunda rodada de escolha de St. Louis no Draft de 1983.